# 赵挺之
赵挺之（1040年—1107年），字正夫，密州诸城（今山東諸城）人，北宋政治人物。

## 生平
熙宁三年（1070年）叶祖洽榜进士，擔任登州與棣州教授，元丰末年通判德州。元祐初，召试馆职，为秘阁校理，迁监察御史。元祐四年（1089年），坐不论蔡确，出京通判徐州，五年，移知楚州。八年，五月为京东路转运副使。入为国子司业，历官太常少卿，绍圣四年（1097年）十月为礼部侍郎、十一月為吏部侍郎，再擔任中书舍人、给事中兼侍講。徽宗即位，擔任礼部侍郎，拜御史中丞。力主绍述之说，並排击元祐诸臣不遗余力。崇宁元年（1102年），由吏部尚书拜右丞，进左丞、中书门下侍郎。五年（1106年），进拜尚书右仆射。擔任宰相期間，与蔡京争权，常說蔡京的奸恶。趙挺之第二次拜相約一年，大观元年（1107年），蔡京再拜相，赵挺之罢去，授佑神观使。不久卒，享年六十八歲，赠司徒，谥曰清宪。《全宋诗》卷八七五录其诗三首。《全宋文》卷二一〇七收其文十七篇。

## 家族
长子赵存诚、次子赵思诚、三子赵明诚，明诚妻即李清照。

## 延伸阅读
[在维基数据编辑]
 《宋史/卷351》，出自脱脱《宋史》